# Зия, Кязим
Кязим Джафар оглы Зия (азерб. Kazım Ziya; настоящая фамилия Кязимзаде; 1896—1956) — азербайджанский и советский актёр, режиссёр, преподаватель Азербайджанского театрального института, Народный артист Азербайджанской ССР (1943). С 1921 года работал в Азербайджанском театре имени Азизбекова (Баку). Лауреат Сталинской премии (1948).

## Фильмография
- 1924 — Легенда о Девичьей Башне — Мулла
- 1925 — Во имя Бога — Мулла
- 1941 — Сабухи — Шейх Али
- 1943 — Одна семья — Ахмед ами (дядя Ахмед)
- 1943 — Подводная лодка "Т-9" — Сорокин
- 1947 — Фатали-хан — Мирза Надир
- 1958 — Физули (фильм)